# Spirostreptus servatius
Spirostreptus servatius är en mångfotingart som beskrevs av Carl Graf Attems 1914. Spirostreptus servatius ingår i släktet Spirostreptus och familjen Spirostreptidae. Inga underarter finns listade i Catalogue of Life.